# Julia Nunes
Julia Nunes, född 3 januari 1989, är en sångare och låtskrivare från Fairport i New York. Hennes karriär har hamnat online genom hennes videor av poplåtar på YouTube, där hon sjunger i harmoni med sig själv och spelar akustiska instrument, främst ukulele, gitarr, melodika och piano.

## Biografi
Nunes föddes i en musikalisk familj i New York. Hennes pappa är pianist och kompositör av barnsånger. Hennes farfar var en kompositör av portugisisk fado-musik och hennes morfar jazzpianist. Nunes började med pianolektioner vid sju års ålder, innan hon bytte till gitarr i tonåren. Hon började skriva låtar vid 14 års ålder och började spela ukulele 2005. Hon spelar också gitarr och melodica. Hon angav i kommentarfältet i en av hennes YouTube-videor att hon har båda amerikanskt och portugisiskt medborgarskap.

### YouTube
Nunes är känd för sina videoklipp på YouTube. Bland dem är originella självkomponerade sånger, liksom cover-versioner på låtar av några av Nunes favoritband, som Say Anything, The Beatles, The Beach Boys och Destiny's Child. Hennes ursprungliga låtar har presenterats på YouTube's huvudsida två gånger under användarnamnet "jaaaaaaa".
På Good Morning America (30 juni 2008) sa Molly Ringwald att hon började spela ukulele efter att ha sett Julia Nunes på YouTube. "Jag har alltid velat spela ukulele, och hon inspirerade mig," sa hon.
Nunes finns också i en YouTube-cover-video av "Some Nights" av indiepopbandet Fun tillsammans med medlemmar från det kanadensiska indiebandet Walk off the Earth.

## Diskografi
Studioalbum
- 2007 – Left Right Wrong
- 2008 – I Wrote These
- 2009 – I Think You Know
- 2010 – YouTube Covers
- 2011 – Settle Down
- 2015 – Some Feelings